# Polystichum × luerssenii
Polystichum × luerssenii là một loài dương xỉ trong họ Dryopteridaceae. Loài này được Hahne mô tả khoa học đầu tiên.